# Hedemora kommun
Hedemora kommune ligger i det svenske län Dalarnas län i Dalarna. Kommunens administrationscenter ligger i byen Hedemora.
Hedemora kommun grænser til kommunerne Smedjebacken, Säter, Falun, Avesta, Hofors (Gävleborgs län) og Norberg (Västmanlands län). 
Dalälven løber gennem Hedemora kommun og Badelundaåsen ligger i kommunen. 

## Byer og landsbyer
Hedemora kommune i 2005 byer og landsbyer.
Indbyggertal pr.  31. december 2005.
| #  | By            | Indbyggere |
| -- | ------------- | ---------- |
| 1. | Hedemora      | 7 279      |
| 2. | Långshyttan   | 1 764      |
| 3. | Vikmanshyttan | 897        |
| 4. | Garpenberg    | 564        |
| 5. | Västerby      | 371        |
| 6. | Husby         | 250        |

## Venskabsbyer
Hedemora har i dag fem venskabsbyer:
- Bauska, Letland
- Ishozi-Ishunju-Gera, Tanzania
- Nord-Fron, Norge
- Nysted, Danmark
- Veckelax, Finland